# Futsū no Keion-bu
Futsū no Keion-bu (ふつうの軽音部 Futsū no Keionbu?) es una serie de manga web japonesa creada por Kuwahali. Esta obra se publicó originalmente en la plataforma digital Jump Rookie! de Shūeisha de enero a septiembre de 2023. Una nueva versión, escrita por Kuwahali e ilustrada por Tetsuo Ideuchi, se publica en Shōnen Jump+ desde enero de 2024. 
La serie ha tenido una excelente acogida, ganando el 10.º Premio Next Manga en la categoría web y siendo nominada al 18.º Premio Manga Taishō.

## Sinopsis
Chihiro Hatono, una nueva estudiante de preparatoria, compra su primera guitarra eléctrica y se une al club de música ligera. Allí, ella y el bajista Rin Koyama forman la banda La Cittadella. No muy buenas, se separan rápidamente, como otras bandas del club. Después de escuchar cantar a Hatono, Rin se propone formar la banda perfecta con Hatono como vocalista. Rápidamente reclutan al baterista Momo Uchida, cuya propia banda se disolvió después de que su bajista fuera abandonada por su compañero de club Koki Takami, un hábil guitarrista y cantante que es popular entre las chicas. Para dar un concierto en julio, la banda de Hatono recluta temporalmente a Tamaki Nitta, de tercer año, como guitarrista de apoyo. El bajo rendimiento de Hatono allí la incita a practicar tocando y cantando en el parque Nagai todos los días de las vacaciones de verano. Al comenzar el segundo semestre, la banda de Hatono recluta a la guitarrista Ayame Fuji, quien estaba a punto de dejar el club después de que Takami también la abandonara.

## Personajes
Chihiro Hatono (鳩野 ちひろ Hatono Chihiro?)
Una estudiante de primer año de preparatoria de 15 años que se describe como introvertida. Tras el divorcio de sus padres, se mudó de Kawasaki a la prefectura de Osaka para cursar su primer año de secundaria. A pesar de ser una completa principiante con la guitarra, le pide dinero prestado a su madre para comprarse una Fender Telecaster. Desde pequeña, sueña con ser guitarrista y vocalista de una banda de rock, pero lo ha reprimido desde que se burlaron de su voz en la secundaria.
Rin Koyama (幸山 厘 Kōyama Rin?)
Una estudiante alta de primer año con el pelo corto. Es bajista y le propone a Hatono, a quien llama "Hato-chan", formar una banda, La Cittadella. Tras verla cantar en secreto, Rin se obsesiona con la voz de Hatono, hasta el punto de venerarla como su "dios". Organiza numerosos planes para formar una nueva banda con los miembros perfectos y Hatono como vocalista.
Momo Uchida (内田 桃 Uchida Momo?)
Una estudiante de primer año extrovertida con dos trenzas. Es baterista y se hace amiga de Hatono, a quien llama "Hattocchi", en su primer día de instituto. Inicialmente forma un trío llamado Sound Sleep, pero se disuelve en junio cuando una de sus integrantes abandona el club tras ser abandonada por Koki Takami. Tras escuchar a Hatono cantar en una sesión de karaoke organizada por Rin, Momo se une a la banda.
Ayame Fuji (藤井 彩目 Fuji Ayame?)
Un guitarrista con un corte de pelo de lobo, excompañera de Momo en la primaria. Ayame fue guitarrista de la banda Protocol hasta que la dejó en agosto tras ser despedido por su vocalista, Koki Takami.
Koki Takami (鷹見 項希 Takami Koki?)
Un guitarrista y cantante talentoso, popular entre las chicas. Es el guitarrista y vocalista de la banda Protocol. Días después de romper con el bajista de Sound Sleep, Takami empieza a salir con su compañera de banda Ayame Fuji. Rompe con ella un par de meses después.

## Publicación
Futsū no Keion-bu fue creada por Kuwahali. La serie se comenzó en la plataforma digital Shōnen Jump+ de Shūeisha el 14 de enero de 2024. Shueisha ha recopilado sus capítulos en volúmenes tankōbon individuales, y el primero se lanzó el 4 de abril de 2024. Al 4 de abril de 2025, se han lanzado seis volúmenes.
| Volúmenes de manga publicados | Volúmenes de manga publicados | Volúmenes de manga publicados |
| Número                        | Fecha de lanzamiento          | ISBN                          |
| ----------------------------- | ----------------------------- | ----------------------------- |
| 1                             | 4 de abril de 2024            | ISBN 978-4-08-884019-2        |
| 2                             | 4 de junio de 2024            | ISBN 978-4-08-884082-6        |
| 3                             | 4 de septiembre de 2024       | ISBN 978-4-08-884238-7        |
| 4                             | 1 de noviembre de 2024        | ISBN 978-4-08-884260-8        |
| 5                             | 4 de enero de 2025            | ISBN 978-4-08-884334-6        |
| 6                             | 4 de abril de 2025            | ISBN 978-4-08-884481-7        |
| 7                             | 4 de junio de 2025            | ISBN 978-4-08-884541-8        |

## Recepción
Para noviembre de 2024, Futsū no Keion-bu tenía más de 36 millones de vistas en Shōnen Jump+. Su sexto volumen recopilado fue el manga más vendido en las tiendas Comic Zin durante la semana del 31 de marzo al 6 de abril de 2025. La serie ganó el 10º Next Manga Award en la categoría web en 2024. También ocupó el décimo lugar en la tercera edición de los Late Night Manga Awards de 2024 organizados por la revista Crea de Bungeishunjū. La serie ocupó el segundo lugar tanto en la lista de Kono Manga ga Sugoi! de Takarajimasha de los mejores mangas de 2025 para lectores masculinos como en la lista de Kono Manga wo Yome! de la revista Freestyle de los mejores mangas de 2025. La serie ocupó el quinto lugar en la lista de cómics recomendados por los empleados de Nationwide Bookstore de 2025. Fue nominada para el 18º Manga Taishō en 2025 y ocupó el tercer lugar con 75 puntos.
Satoru Shoji, de Japan Anime News, escribió que, a diferencia de la mayoría de las obras centradas en clubes de música escolares, como K-On! y Bocchi the Rock!, Futsū no Keion-bu adopta un enfoque diferente al retratar las emociones y acciones realistas de estudiantes de secundaria comunes. Sin embargo, calificó el manga en sí como "fuera de lo común" debido a que subvierte las expectativas de los lectores sobre el desarrollo de la trama y a que describe las dificultades de los personajes sin caer en un tono demasiado pesado. Citó los monólogos internos de Chihiro como uno de los puntos fuertes de la serie y cree que los lectores disfrutarán "estar a merced" del maestro estratega Rin. Shoji expresó su frustración por el cambio de título del manga en la versión en inglés, que en lugar de "Club de Música Ligera Ordinaria" se titulaba "tan profundo que podría escribir un artículo entero explicándolo".